# Кенні Джі
Кенні Джі (англ. Kenny G), справжнє ім'я Кеннет Брюс Горели́к (англ. Kenneth Bruce Gorelick; нар. 5 червня 1956) — американський саксофоніст, лауреат премії «Греммі» 1993 року, премії «Soul Train», «Всесвітньої музичної премії», премії «NAACP Image» і «Всеамериканської музичної премії» в номінації «Кращий сучасний артист» 1994 року.

## Біографія
Кеннет Брюс Горелік народився в Сіетлі, штат Вашингтон, 5 червня 1956 року. Його батько був євреєм, в ранньому дитинстві емігрував до США з Одеси, мати — уродженка Канади, теж з єврейської сім'ї. На саксофоні він почав грати ще в школі, у складі місцевих груп, а у віці 17 років вже був членом оркестру Барі Вайта.
В середині 1970-х потрапив до місцевого фанк-гурту «Cold, Bold and Together», де став єдиним білим учасником. Після закінчення школи Кенні вступив до Вашингтонського університету, де здобував фах бухгалтера. Під час навчання також продовжував грати з Джоном Матіасом, The Spinners та іншими. Після успішного закінчення навчання він кілька років грав в гурті «Oregon's Jeff Lorber Fusion Band». Саме в цей період його творчості на нього звернула увагу компанія звукозапису Arista Records, і на початку 1980-х Кенні підписав свій перший самостійний контракт.
Перший альбом 1982 року мав назву «Kenny G». Великим успіхом він не користувався, як і наступні другий і третій альбоми — «G-Force» і «Gravity». Зате четвертий диск «Duotones», що вийшов в 1986, дістався до 6 місця в альбомному чарті і приніс Кенні Джі велику популярність. Наступний альбом «Silhouette» (1988) зайняв в тому ж чарті 8 місце, а «Breathless», який вийшов в 1992 році, став найпродаванішим альбомом в історії інструментальної музики, ставши платиновим 15 разів. Його відмінність від попередніх дисків в тому, що в його записі вперше взяли участь вокалісти — Піабо Брайсон і Аарон Невіл. Ще один рекорд був поставлений Кенні Джі в 1994: його диск «Miracles: The Holiday Album» розійшовся тиражем у 8 млн примірників і став найбільш продаваним різдвяним альбомом в історії. Крім сольних альбомів, Кенні також брав участь в роботі над альбомами таких визнаних зірок, як Вітні Х'юстон, Арета Франклін і Наталі Коул. Кенні Джі найбільш продаваний виконавець за всю історію інструментальної музики: його записи розійшлися сумарним тиражем більш ніж в 30 млн копій по всьому світу.